# Wesley Iwundu
Wesley Deshawn Iwundu (ur. 20 grudnia 1994 w Houston) – amerykański koszykarz, występujący na pozycji niskiego skrzydłowego.
1 grudnia 2020 podpisał umowę z zespołem Dallas Mavericks.
25 marca 2021 został wymieniony do New Orleans Pelicans. 7 sierpnia 2021 trafił w wyniku wymiany do Charlotte Hornets. 18 października 2021 opuścił klub. 23 grudnia 2021 zawarł 10-dniowy kontrakt z Atlanty Hawks. Po wygaśnięciu umowy opuścił klub.

## Osiągnięcia
Stan na 7 stycznia 2022, na podstawie, o ile nie zaznaczono inaczej.
NCAA
- Uczestnik turnieju NCAA (2014, 2017)
- MVP zespołu Wildcats– Rolando Blackman Team Most Valuable Player (2016, 2017)
- Najlepszy:
  - gracz ofensywny drużyny Kansas State Wildcats – Tex Winter Top Offensive Player Award (2017)
  - obrońca Kansas State Wildcats – Jack Hartman Team Defensive Player Award (2014, 2016)
- Największy postęp Kansas State Wildcats – Ed Nealy Most Improved Player (2017)
- Zaliczony do:
  - I składu:
    - defensywnego Big 12 (2016)
    - Academic All-Big 12 (2017)

  - III składu All-Big 12 (2016, 2017)
  - składu:
    - Spring Big 12 Commissioner’s Honor Roll (2015, 2017)
    - Fall 2016 Big 12 Commissioner’s Honor Roll